# Andics
Andics románul: Andici, falu Romániában, Erdélyben, Kolozs megyében.

## Fekvése
Mezőcsán mellett fekvő település.

## Története
Andics korábban Mezőcsán (Ceanu Mare) része volt. 1956-ban vált külön településsé 122 lakossal.
1966-ban 79, 1977-ben 10 román lakosa volt.